# James Black (Politiker)
James Black (* 6. März 1793 in Newport, Perry County, Pennsylvania; † 21. Juni 1872 in New Bloomfield, Pennsylvania) war ein US-amerikanischer Politiker. In den Jahren 1836 und 1837 sowie zwischen 1843 und 1847 vertrat er den Bundesstaat Pennsylvania im US-Repräsentantenhaus.

## Werdegang
James Black besuchte die öffentlichen Schulen seiner Heimat und wurde danach im Handel tätig. Er schloss sich der von Andrew Jackson gegründeten Demokratischen Partei an und war in den Jahren 1830 und 1831 Abgeordneter im Repräsentantenhaus von Pennsylvania. Nach dem Rücktritt von Jesse Miller wurde Black bei der fälligen Nachwahl im 13. Wahlbezirk von Pennsylvania als dessen Nachfolger in das US-Repräsentantenhaus in Washington, D.C. gewählt, wo er am 5. Dezember 1836 sein neues Mandat antrat. Bis zum 3. März 1837 konnte er die laufende Legislaturperiode im Kongress beenden.
In den Jahren 1842 und 1843 war Black beisitzender Richter im Perry County. Bei den Wahlen des Jahres 1842 wurde er erneut in das US-Repräsentantenhaus gewählt, wo er am 4. März 1843 sein neues Mandat antrat. Nach einer Wiederwahl konnte er bis zum 3. März 1847 zwei Legislaturperioden im Kongress absolvieren. Diese waren seit 1845 von den Ereignissen des Mexikanisch-Amerikanischen Kriegs geprägt.
Nach seiner Zeit im US-Repräsentantenhaus arbeitete James Black im Auftrag des Staates Pennsylvania als Gebühreneinnehmer am Juniata-Kanal. Er starb am 21. Juni 1872 in New Bloomfield, wo er auch beigesetzt wurde.